# Militär-Apparat MA-7
Le Militär-Apparat MA-7 (Appareil Militaire 7) est un avion de chasse construit par les Ateliers fédéraux de construction (A+C) de Thoune en Suisse. Un seul prototype est construit en 1925, ses capacités étant jugés insuffisantes par l'armée suisse lors d'essais entre février et avril 1926, le projet est abandonné.

## Histoire
Les ateliers fédéraux de construction reçoivent du gouvernement suisse en 1924 un cahier des charges pour un avion de chasse. C'est un biplan monoplace avec seulement deux mats en bout d'ailes. La construction est en bois et toile et il est muni d'un moteur Hispano-Suiza HS-42 8 Fb à huit cylindres en V de 300 cv.

## Vols
Si, dès le mois d'avril 1925, le pilote d'essai de A+C Max Cartier bat aux commandes du prototype le record suisse d'altitude avec 9 800 mètres les essais par les troupes d'aviation sont décevant et l'avion est rendu au constructeur qui tente de remplacer le moteur par un LFW-12 X-1 de 400 cv produit par la Fabrique de locomotives et de machines de Winterthour mais le moteur est trop gros et trop lourd pour la cellule qui est abandonnée.